# Liberté grande
Liberté grande est le seul recueil de poèmes de Julien Gracq, publié en 1946. Deux éditions enrichies paraissent par la suite, en 1958 et 1969.

## Contexte de l'écriture de cette œuvre
Dans l'édition originale de 1946, les poèmes en prose regroupés au sein de ce recueil ont été écrits pendant la Seconde Guerre mondiale, lorsque Julien Gracq est sorti d'un camp de prisonniers. Il avait publié avant le déclenchement de la guerre un premier roman, Au château d'Argol, et a commencé à en rédiger un deuxième. Il entame une période d'expérimentation où, outre les romans, il va s'intéresser à la poésie et au théâtre, cherchant sa voie à travers  différentes formes et explorant son imaginaire. Les éditions ultérieures contiennent aussi quelques poèmes écrits après la guerre.
L'écriture de ces poèmes est faite par Julien Gracq de façon très spontanée. Il se laisse aller au pouvoir entraînant des mots, laisse libre cours à une association impulsive des idées et des images, sans utiliser pour autant le procédé surréaliste de l'écriture automatique, mais en s'inscrivant dans un esprit très proche,.

## Présentation
Citant en épigraphe le « citoyen d'une métropole crue moderne » des Illuminations de Rimbaud, le livre se répartit en deux ensembles : tout d'abord, une série de quarante textes brefs écrits de 1941 à 1943 et partiellement publiés dans des revues proches du surréalisme, telles Fontaine ou Les Quatre Vents ; l'autre partie se compose du bref recueil « La Terre habitable » (1951), de « La Sieste en Flandre hollandaise » (1951) et de deux textes isolés, « Gomorrhe » (1957) et « Aubrac » (1963).
Certaines pages annoncent les « cahiers » ultérieurs, comme les Carnets du grand chemin.